# Investidor anjo
Investidor anjo é uma pessoa física ou jurídica que faz investimentos com seu próprio capital em empresas nascentes com um alto potencial de crescimento, como as startups. 

## Origem
O termo investidor anjo (em inglês, Angel Investor ou Business Angel) foi criado nos Estados Unidos no início do século XX, para designar os investidores que bancavam os custos de produção das peças da Broadway, assumindo os riscos e participando de seu retorno financeiro, bem como apoiando na sua execução.

## Conceito
O termo “anjo” é utilizado por não se tratar de um investimento exclusivamente financeiro. Um investidor anjo agrega valor para o empreendedor não apenas com o capital, mas também com seus conhecimentos e rede de relacionamentos, pois geralmente é um profissional experiente ou ex-empreendedor que já passou por outras áreas do empreendedorismo e sabe como aplicar dinheiro. É um investimento que também é conhecido como ‘smart-money’.
O objetivo do investidor anjo é aplicar em negócios com alto potencial de retorno, possuindo participação minoritária no negócio. O investimento não lhe garante uma posição executiva na empresa, ele atuará como mentor ou conselheiro do empreendedor. 
Como os investimentos não são apenas aportes financeiros é importante que as empresas consigam provar aos investidores a escalabilidade do seu negócio, ou seja, se ele tem possibilidade de crescimento. Um investimento anjo pode ser feito por um grupo de profissionais de diversas áreas, e cada investidor chega a investir de 50 mil a 200 mil reais.  
Em alguns países são adotadas políticas de incentivo fiscal para investidores anjo, pois os governantes entendem que quanto mais investimentos são feitos, maior será a geração de empregos e tributos futuramente.
No Brasil ainda existem dificuldades para o crescimento da prática, como a falta de proteção e estímulo para investidores anjo, devido a falta de regulamentação da descaracterização da personalidade jurídica dessas empresas que leva a um risco potencial adicional, além de perder seu investimento eventualmente ter de arcar com passivos adicionais da empresa ainda que não tenha qualquer envolvimento na administração da mesma, que por lei prevê que a responsabilidade deve ser limitada ao seu capital social.
Os Investidores anjo foram decisivos para o sucesso de empresas como Google, Facebook e Apple, maior empresa do mundo em valor de mercado, que iniciou com os fundadores Steve Jobs e Steve Wozniak e o investidor anjo Mike Markkula.